# Кейпоп-мисливиці на демонів
«Кейпоп-мисливиці на демонів» (англ. KPop Demon Hunters) — американський анімаційний фентезійний музичний фільм 2025 року, створений студією Sony Pictures Animation і випущений на платформі Netflix. Режисерами стали Меґґі Канґ та Кріс Апельганс, а сценарій написали Канґ, Апельганс, Ганна МакМікен і Даня Хіменес за мотивами історії, вигаданої Канґ. У фільмі звучать голоси Арден Чо, Ан Хьо-сопа, Мей Хонґ, Чі-Йон Ю, Юнджин Кім, Даніеля Де Кіма, Кена Джонґа та Лі Бьонґ Хона. Сюжет розповідає про вигаданий кейпоп-гурт дівчат під назвою Huntr/x, учасниці якого ведуть подвійне життя — зірок сцени вдень і мисливиць на демонів уночі. Їм доводиться протистояти суперницькому бойз-бенду Saja Boys, чиї учасники насправді виявляються демонами.
Ідея фільму виникла з бажання Канґ створити історію, натхненну її корейським корінням, поєднуючи елементи міфології, демонології та K-pop, щоб створити візуально унікальний і культурно насичений фільм. У березні 2021 року було оголошено, що фільм перебуває у виробництві на Sony Pictures Animation, а до проєкту вже приєдналася повна творча команда. Анімацію виконала студія Sony Pictures Imageworks, а стиль фільму був натхненний сценічним освітленням, модною фотографією, музичними кліпами, а також аніме й корейськими дорамами. Саундтрек включає оригінальні пісні від різних виконавців, а музику до фільму написав композитор Марсело Зарвос.
Прем’єра відбулася 20 червня 2025 року на Netflix. Фільм отримав позитивні відгуки, зокрема за анімацію, візуальний стиль, озвучення, гумор і музику.

## Сюжет
З давніх-давен народу Кореї загрожували демони, які викрадали душі для свого короля пекла Ґві-Ма. Людей захищали мисливиці на демонів і співачки, чиї пісні створювали та зміцнювали «хонмун» — завісу, що оберігала світ людей від демонів. Мисливці на демонів передавали свої знання через покоління, а самі рятували людей під прикриттям музичних гуртів. Тепер оберігати світ людей повинна молодий K-pop гурт Huntr/x. Очільниця гурту Румі приховує від усіх секрет, що вона наполовину демон, по батьківській лінії. Мітки демона поступово розростаються по її тілу і їх стає все важче приховувати. Героїні стикаються з незвичайною загрозою — група демонів вирішує створити власний бойз-бенд гурт Saja Boys, перетягнути до себе фанатів Huntr/x і тим самим послабити хонмун. Це їм вдається і Huntr/x стрімко втрачає популярність. Про секрет Румі випадково дізнається глава Saja Boys — Джину і намагається таємно зблизитися з героїнею в надії перетягнути її на свою сторону або принаймні посіяти в ній сумніви. Румі ж своєю чергою погоджується зблизитися з Джину, в надії перетягнути його на свою сторону, так вони закохуються один в одного. Джину розкриває, що 400 років тому був людиною та уклав угоду з королем демонів Ґві-Ма, щоб жити в багатстві. Сп'янілий від нової влади, він відвернувся від своєї сім'ї, прирікаючи їх на загибель. Джину гризе почуття провини та в обмін на перемогу над Huntr/x, Ґві-Ма обіцяв йому стерти пам'ять. План Джину вдається, Румі поводиться занадто розсіяно і невпевнено, але і сам Джину тепер сумнівається у своїх мотивах. Huntr/x втрачають популярність і вже не справляються з армією демонів. Міра і Зої дізнаються про демонічні корені Румі та кидають її, розвалюючи групу. Saja Boys влаштовують останній концерт і готуються до жнив душ. Концерт перериває своїм співом Румі, до неї знову приєднуються подруги й разом вони прямо на сцені вступають у бій з Saja Boys і Ґві-Ма. Джину, усвідомивши помилковість своїх дій, захищає Румі та за це платить своїм життям. Huntr/x вдається перемогти членів Saja Boys, що залишилися, і відновити хонмун.

## Акторський склад

### Головні ролі
- Арден Чо — Румі
- Ан Хьо-соп — Джину
- Мей Хонґ — Міра
- Чі-Йон Ю — Зої
- Юнджин Кім — Селін

## Музика
Оригінальні пісні для фільму написали Денні Чон, Ido, Vince, Kush, EJAE, Дженна Ендрюс, Стівен Кірк, Ліндґрен, Марк Сонненблік і Даніель Рохас; продюсерами виступили Тедді Пак, 24, Ido, Dominsuk, Ендрюс, Кірк, Ліндґрен та Ієн Айзендрат. Музику до фільму створив композитор Марсело Зарвос. У записі саундтреку також взяли участь Одрі Нуна, Рей Амі, Ендрю Чой, Кевін Ву, samUIL Lee, Neckwav і Леа Салонґа. Саундтрек вийшов 20 червня 2025 року; головний сингл — «Takedown» — виконали Ю Чоньон, Джіхьо та Чейон з гурту Twice

## Випуск
Коли фільм уперше анонсували в березні 2021 року, графік релізу ще не був визначений. Пізніше того ж місяця його попередньо вказали як такий, що вийде в кінотеатрах. У квітні 2022 року з’явилися повідомлення, що Netflix зареєстрував заявку, пов’язану з фільмом. У лютому 2023 року в інтерв’ю Business Insider генеральний директор Sony Pictures Том Ротман підтвердив, що фільм вийде саме на цій стримінговій платформі. У червні 2024 року було оголошено, що реліз заплановано на 2025 рік. У квітні 2025-го один з аніматорів повідомив, що прем’єра відбудеться в червні, а згодом того ж місяця офіційно підтвердили дату виходу — 20 червня 2025 року.

## Сприйняття

### Відгуки
Рейтинг схвалення на агрегаторі Rotten Tomatoes склав 97% на основі 17 оглядів.. Середня оцінка на агрегаторі Metacritic склала 75 балів зі 100 можливих на основі 4 оглядів.
Брендон Ю, редактор журналу The New York Times назвав KPop Demon Hunters «оригінальним всесвітом, чарівним, веселим і енергійним». Сюжет виглядає особливо кумедним, коли «іронізує над надмірно штучною попкультурою — від k-pop до корейських дорам і фабричних вокальних шоу». Метт Ґолдберг із сайту TheWrap зауважив, що сюжет міг би «видаватися нестерпно надуманим, якби не чудова комедійна лінія, яка точно підмічає кліше k-pop і k-драм». Ю також відзначив певну візуальну «спорідненість» мультфільму з іншими недавніми хітами студії Sony Pictures Animation з франшизи Spider-Verse і те, як виразна візуальна стилістика і музика виступають ефективним інструментом оповіді. Ісая Колберт з сайту Io9 назвав мультфільм візуальним шедевром з насиченою і яскравою анімацією після Spider-Verse. Він особливо похвалив «сміливий і виразний» дизайн персонажів і те, як головні героїні миттєво перемикаються між образами популярних ідолів і «потішних дівчат, що корчать гримаси», з якими легко себе асоціювати.
Туссен Еґан з сайту IGN оцінив те, як мультфільм вміє порушувати серйозні теми, при цьому не «перегинаючи з серйозністю», а разом з «дивовижною якістю і захопливими бойовими сценами» це робить мультфільм «по-справжньому захватним видовищем».. Ґолдберг також похвалив Меґґі Кан і Кріса Аппельганса за те, що вони «розуміють, навіть якщо сюжет абсурдний, ставки все одно повинні відчуватися справжніми». Джефф Юїнґ у своєму огляді для Collider написав, що мультфільм пропонує «чудову божевільну фентезійну концепцію» і «захопливий лор, пов'язаний з демонами, музикою і мисливцями», сюжет відчувається свіжим, але при цьому глибоким і опрацьованим.
Оцінюючи роботу акторів озвучування, Джефф Юїнґ зазначив, що кожна учасниця Huntr/x є унікальною особистістю, але всі вони зберігають чудову командну динаміку; Мей Хонґ і Чі-Йон Ю відмінно втілили образи Міри та Зої. Арден Чо, своєю чергою, вдалося відтворити складність і емоційну глибину Румі, а Ан Хьо-сопу вдалося чудово відтворити харизматичного і хитромудрого демона Джину. Колберт також оцінив «видатну акторську роботу основного складу» і похвалив справжній музичний дух фільму, який «робить пісні настільки заразливими, що навіть найскептичніший критик k-pop не зможе втриматися від того, щоб не кивати головою і не підспівувати».
Він також підкреслив, що фільм показує, що музика може виступати формою «притулку та емоційного самовираження», як у мультфільмі «Я — панда» і несподівано, як у «Грішниках». Еґан зазначив, що «бойові сцени з ефектною хореографією та енергетикою аніме багато в чому будуються на музичних номерах з оригінальними піснями, написаними як визнаними західними авторами, так і зірками k-pop». Рецензент додав, що це «візуально розкішне фентезі з екшеном, наповнене душевними вокальними партіями, здатними закохати в себе навіть найзавзятіших шанувальників анімаційних мюзиклів». Ґолдберг відзначив, як «запам'ятовуються» пісні тісно вплетені в сюжет і дозволяють підтримувати напругу протягом усього фільму.
Основним предметом критики у Колберта стала занадто «зручна» кінцівка, за його словами, настільки акуратна, що решта сюжету втрачає частину глибини та початкового задуму. Юїнґ побажав, щоб сюжет більше розкривав другорядних персонажів і, головним чином, минуле Румі. Ґолдбергу не подобалася часом надмірно різка «зміна тональності» оповіді. Він зауважив, що не має на увазі, що з сюжету варто було б прибрати емоційні елементи, «але якщо вже йти в цьому напрямку, то слід було б краще розкрити сюжетні арки Зої та Міри, які в основному виступають комічним дуетом аж до фіналу».